# 류쉐이
류쉐이(중국어 간체자: 刘学义, 정체자: 劉學義, 병음: Liú Xuéyì, 한자음: 류학의/유학의, 1990년 7월 6일 ~ )는 중국의 배우이다.

## 출연작

### 드라마
- 2016년 후난위성텔레비전 초급독파극장 《주선 청운지》 - 소일재 역
- 2016년 텐센트 웹드라마 《주선 청운지 2》 - 소일재 역
- 2017년 안후이 위성 텔레비전 해돈제일극장 《용주전기 무간도》 - 오응기 역
- 2018년 아이치이 웹드라마 《천계지백사전설》 - 요제 역
- 2020년 저장 위성 텔레비전 중국람극장 《추선》 - 임소장 역
- 2020년 유쿠 웹드라마 《유리미인살》 - 호진백재 역
- 2021년 텐센트 웹드라마 《운정청궁》 - 해우신 역
- 2021년 텐센트 웹드라마 《천고결진》 - 천계 역
- 2021년 망고 TV 웹드라마 《야색암용시》 - 모링저 역
- 2022년 유쿠 웹드라마 《소년가행》 - 우신 역